# Theodor Dillenburger
Theodor Dillenburger (* 1838; † 1881) war ein preußischer Verwaltungsjurist und Landrat.

## Leben
Dillenburger begann 1859 in Königsberg (Preußen) als Regierungsreferendar und war ab 1865 Regierungsassessor und Landrat im Kreis Braunsberg in der Provinz Ostpreußen. 1869 wirkte er bei der Regierung in Oppeln und amtierte 1871 bis 1872 als kommissarischer Bürgermeister in Paderborn. Von 1872 bis 1874 war Dillenburger kommissarisch Landrat des Kreises Adenau. Ab 1874 wirkte er als Regierungsrat in Bromberg und war ab 1876 Hilfsarbeiter im preußischen Finanzministerium. 1877 wurde er zum Geheimen Finanzrat und 1880 zum Geheimen Oberfinanzrat ernannt.